# Resolução 56 do Conselho de Segurança das Nações Unidas
Resolução 56 do Conselho de Segurança das Nações Unidas, aprovada em 19 de agosto de 1948, tendo recebido as comunicações do mediador das Nações Unidas sobre a situação em Jerusalém, o Conselho dirigiu a atenção dos governos e autoridades a Resolução 54 do Conselho de Segurança das Nações Unidas. O Conselho decidiu que todas as partes envolvidas deveriam assumir a responsabilidade direta por todas as suas forças regulares e irregulares, que estavam usado todos os meios disponíveis para impedir que a trégua de ser quebrada e que qualquer grupo ou questão que fez foi dar uma rápido julgamento.
O Conselho decidiu também que nenhum partido seria capaz de violar a trégua em razão da retaliação por outra violação e que nenhum partido teria direito a obter vantagens militares ou políticas através da violação da trégua.
Foi votada em partes, como tal, nenhum voto ocorreu em toda a resolução.